# Patoá jamaicano
O patoá jamaicano, conhecido localmente como patois (patwa) ou simplesmente jamaicano (Jamaican), é uma língua crioula de base inglesa falada primariamente na Jamaica e pelos integrantes da diáspora jamaicana. Esse patoá não deve ser confundido com o inglês jamaicano nem com o yiárico, o patoá dos rastafári. 
Sua história remonta ao século XVII, quando escravizados originários do Oeste e Centro da África foram obrigados a aprender as formas vernaculares e dialetais do inglês britânico falado por seus senhores. 
O patoá jamaicano é uma evolução de um pidgin, e os próprios jamaicanos referem-se à sua língua como patois ("patoá"), termo francês sem uma definição linguística exata.

## Fonologia
A ortografia basilexical do patoá jamaicano demanda em torno de 21 consoantes e entre 9 e 16 vogais.
|             | Labial | Alveolar | Pós- alveolar | Palatal² | Velar | Glotal |
| ----------- | ------ | -------- | ------------- | -------- | ----- | ------ |
| Nasal       | m      | n        |               | ɲ        | ŋ     |        |
| Oclusiva    | p b    | t d      | tʃ dʒ         | c ɟ      | k g   |        |
| Fricativa   | f v    | s z      | ʃ             |          |       | (h)¹   |
| Aproximante |        | ɹ        |               | j        | w     |        |
| Lateral     |        | l        |               |          |       |        |

## Variação sociolinguística

### Negações
- /no/ é usado no tempo presente:
  - /if kau no did nuo au im tɹuotuol tan im udn tʃaans pieɹsiid/
- /kiaan/ é usado da mesma forma inglês can't
  - /it a puoɹ tiŋ dat kiaan maʃ ant/ ('It is a poor thing that can't mash an ant')
- /neva/ é um particípio passado negativo.
  - /dʒan neva tiif di moni/ ('John did not steal the money')

## Ortografia
Devido ao patoá jamaicano não ser uma linguagem padronizada, não há padrão oficial de escrita. Por exemplo, a palavra “there” pode ser escrita de, deh, ou dere

## Vocabulário

### Frases comparativas do inglês para o patoá jamaicano
- Three men swam.
  - /tɹi man did a suim/
- I nearly hit him
  - /a didn mek dʒuok fi lik im/[5]
- He can't beat me, he simply got lucky and won.
  - /im kiaan biit mi, a dʒos bokop im bokop an win/[6]
- Those children are disobedient
  - /dem pikni de aad iez/
- What are you doing?
  - /we ju a du/
- /siin/ - Affirmative particle[7]
- /papiˈʃuo/ - Foolish exhibition, a person who makes a foolish exhibition of themself, or an exclamation of surprise.[8]
- /dem/ them (also indicates plural when placed after a noun)
- /se/ that (conjunction for relative clauses)
- /disia/ this (used before nouns)
- /ooman/ woman
- /buai/ boy
- /gial/ girl